# Liceales
A Liceales (ICN) vagy Liceida (ICZN) a Myxogastria egyik csoportja 2019-es átcsoportosítása előtt 90 fajjal, melyek egy része világszerte megtalálható.

## Történet
Eduard Jahn írta le először rendként 1928-ban. Li Jü 2005-ös könyvében 3 csoportra (Liceaceae, Enteridiaceae, Cribrariaceae) osztotta összesen 8 nemzetséggel és 58 fajjal.
2013-ban Fiore-Donno et al. 2 gén alapján a Liceidáról és a Trichiidáról megállapították, hogy parafiletikus, mivel a Cribrariidae a többi Liceida-csoport és a Trichiida által alkotott csoport testvércsoportja, míg a Trichiida 4 kládot és az általuk alkotott csoport testvércsoportjának egy részét tartalmazta. Ugyanez évben sorolta be a Lucisporidiába (világos spórájú klád) Thomas Cavalier-Smith.
Leontyev et al. 2019-ben átcsoportosították, a már 1922-ben Thomas Macbride által leírt, de később nem használt Cribrarialesbe (= Cribrariida) helyezték a Cribrariaceae, a Trichialesbe a Dianemataceae családot.

## Morfológia
Termőtestei mindig egyszerűek, más kládok jellemzői, például a kapillítium, a columella vagy a mészcsomók nem találhatók meg legtöbb nemzetségében, csak a Kelleromyxa és a Listerella fonalai vannak kapillítiumban. Egyes fajai, például az Enteridium spp. álkapillítiummal rendelkeznek. A legtöbb faj színes vagy olívaszínű spóracsoportokat alkot. Vitatott azonban, hogy a kapillítium hiánya a Liceidát meghatározó jellemző-e, mivel a Licea esetén legalább 3 faj perídiumából induló képletek vesztigiális kapillítiumok lehetnek, míg a Lycogala epidendrum álkapillítiuma valójában valós lehet.
Termőtestmérete fajonként eltérő: a Licea termőteste az egyik legkisebb, a Reticulariidae és a Dictydiaethalium termőteste a legnagyobbak közt van.
Sporangiumai szubhipotallikusak és változó alakúak: a Licea biforis érett sporangiuma például barna plazmodiokarpium, általában nyújtott, és lehet egyenes, hajlott, patkó alakú vagy elágazó.
Nagy termőtestű fajai termőtestei több spóratartó aggregátumai, míg a kis termőtestűekéi egy spóratartósak.

## Életmód
A Listerella paradoxa a Cladonia parazitája, azonban legtöbb faja szabadon él.

## Élőhely
Széles levelű lombhullató erdőkben gyakori, legtöbb faja és nemzetsége fenyőerdőkben él. Számos faja élő fák kérgén – nyitva- és zárvatermőkön egyaránt – is megtalálható. Egyes fajai az egész Földön élnek.

## Rendszertan
7–9 nemzetsége van 2–5 kládban. Molekuláris genetikai kutatások szerint testvércsoportja a Trichiida, azonban nincs egyértelműen eldöntve, hogy klád-e.

### Csoportjai
- Liceaceae
  - Licea
  - Listerella, egyetlen fajjal:
    - Listerella paradoxa
- Enteridiidae
  - Dictydium
  - Lycogala
  - Enteridium
  - Tubifera

Fiore-Donno et al. 2013-ban 4 csoportra osztotta, ezek a Cribrariát és Lindbladiát tartalmazó Cribrariidae, a Tubiferát, Lycogalát és Reticulariát tartalmazó Reticulariidae, a Licea s. s. nemzetséget tartlamazó Liceidae és a Dictydiaethaliumot tartalmazó Dictydiaethaliidae. Filogenetikája szerint a Cribrariaceae a bazális csoport.
2019-ben csupán a Liceaceaet sorolták ide Leontyev et al., és leírták, hogy a Licea synsporos a Reticularia liceoides rokona, a Licea variabilis a Dianemataceae tagja, több további Licea-faj pedig a Perichaena rokona lehet, és a Listerella nem feltétlenül alkot önálló nemzetséget.

### Külső kapcsolatok
A világos spórájúak (Lucisporidia) kládjába tartozik.

## Fordítás
Ez a szócikk részben vagy egészben  a   Liceida című német Wikipédia-szócikk ezen változatának fordításán alapul.  Az eredeti cikk szerkesztőit annak laptörténete sorolja fel. Ez a jelzés csupán a megfogalmazás eredetét és a szerzői jogokat jelzi, nem szolgál a cikkben szereplő információk forrásmegjelöléseként.